# Мичуринский сельсовет (Искитимский район)
Мичуринский сельсовет — сельское поселение в Искитимском районе Новосибирской области Российской Федерации.
Административный центр — посёлок Агролес.

## История
Статус и границы сельского поселения установлены Законом Новосибирской области от 2 июня 2004 года № 200-ОЗ «О статусе и границах муниципальных образований Новосибирской области».

## Население
| 2002  | 2010  | 2012  | 2013  | 2014  | 2015  | 2016  |
| ----- | ----- | ----- | ----- | ----- | ----- | ----- |
| 2183  | ↗2515 | ↗2757 | ↘2753 | ↗2850 | ↘2697 | ↘2642 |
| 2017  | 2018  | 2019  | 2020  | 2021  |       |       |
| ↘2604 | ↘2501 | ↘2497 | ↗2506 | ↘2487 |       |       |

## Состав сельского поселения
| № | Населённый пункт | Тип населённого пункта          | Население |
| - | ---------------- | ------------------------------- | --------- |
| 1 | Агролес          | посёлок, административный центр | ↘1378     |
| 2 | Бердь            | деревня                         | ↗535      |
| 3 | Зональный        | посёлок                         | ↘50       |
| 4 | Мичуринский      | посёлок                         | ↗552      |